# Estação de Fukuroi
Estação de Fukuroi (袋井駅 Fukuroi-eki?) é uma estação de trem na cidade de Fukuroi, província de Shizuoka. Passam por ela as Linha principal Tōkaidō.

## História
A estação foi inaugurada em 16 de abril de 1889.

## Plataformas

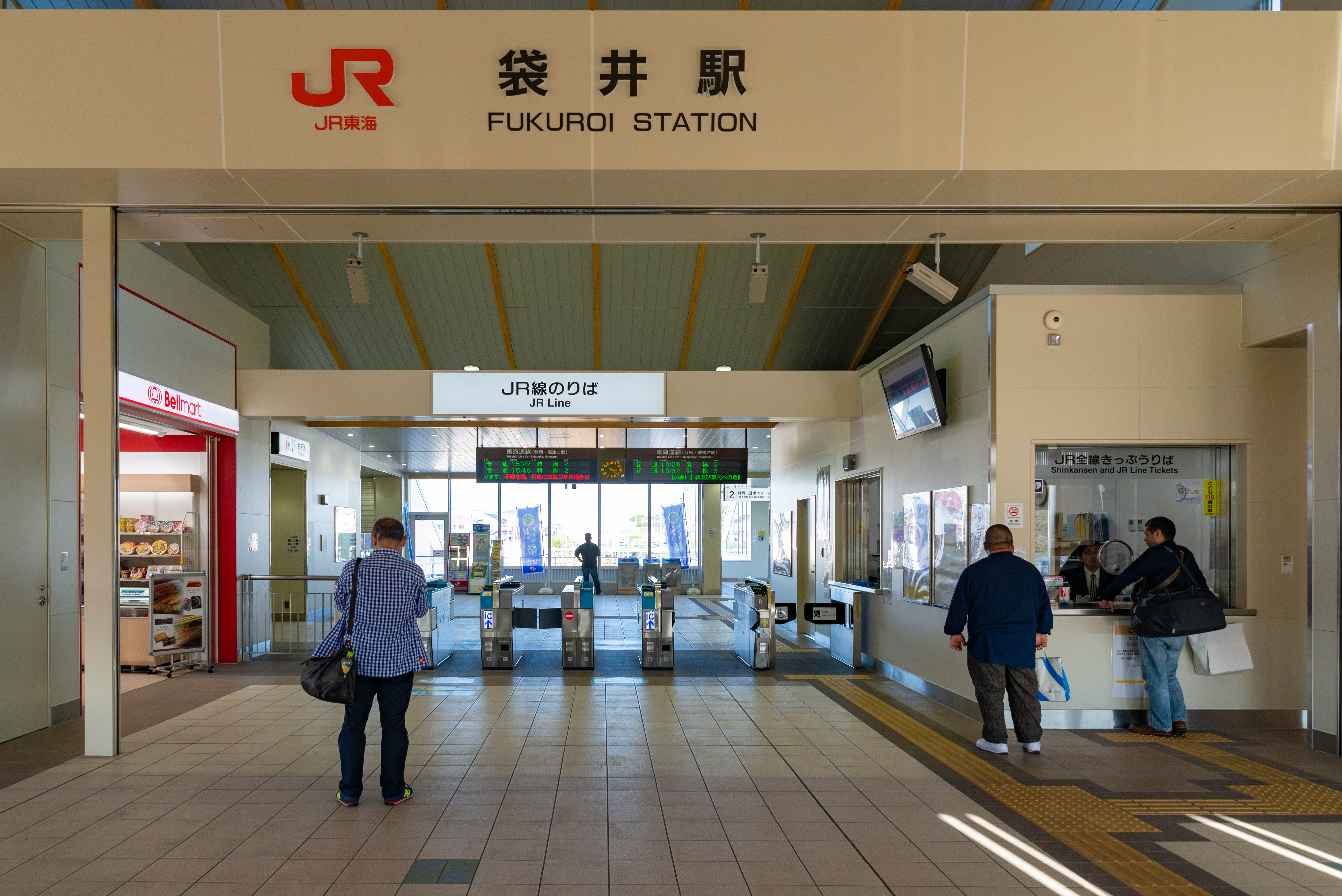
Catraca

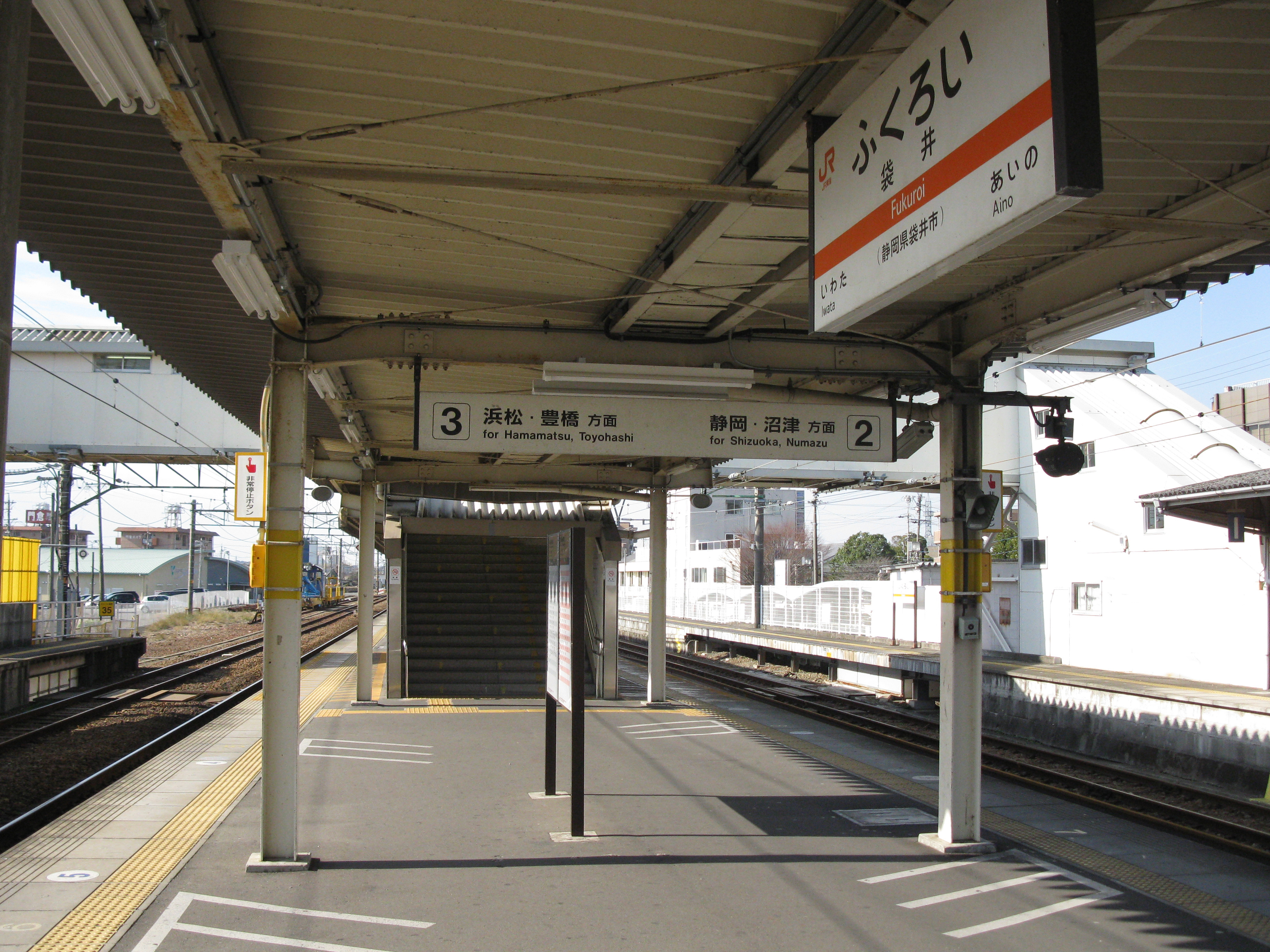
Plataformas

A Estação Fukuroi tem uma plataforma de ilha entre duas plataformas laterais opostas, conectadas por uma passarela com um edifício de estação elevado acima dos trilhos. As pistas externas, Pista 1 e Pista 4, não estão em uso regular, exceto nos horários de pico da temporada de festivais de verão.
| Plataformas | Linha                        | Direção                      | Destino                            |
| ----------- | ---------------------------- | ---------------------------- | ---------------------------------- |
| 1           | （Plataforma sobressalente） | （Plataforma sobressalente） | （Plataforma sobressalente）       |
| 2           | Linha principal Tōkaidō      | Subida                       | Para Kakegawa [ja] e Shizuoka [ja] |
| 3           | Linha principal Tōkaidō      | Descer                       | Para Hamamatsu [ja] e Toyohashi    |
| 4           | （Plataforma sobressalente） | （Plataforma sobressalente） | （Plataforma sobressalente）       |

## Instalações ao redor da estação

### Saída Akiba (saída norte)
- Kuretake Inn Premium Fukuroi Ekimae(くれたけインプレミアム袋井駅前)
- Filial de Fukuroi do Banco Shizuoka [ja]
- Tenrikyo Grande Igreja Yamana
- Rio Haranoya [ja]

### Saída Sun-en (Saída Sul)
- Noblesse Parc Fukuroi(ノブレスパルク袋井) - Centro Comercial